# Inglés antiguo
El inglés antiguo o anglosajón (Englisċ en su propia denominación) es una forma temprana del idioma inglés que se hablaba en buena parte de lo que hoy es Inglaterra y en el sur de Escocia entre los años 425 y 1125 aproximadamente. Pertenece a la rama del germánico occidental y está estrechamente emparentado con el frisón antiguo y, de una manera algo más distante, con el sajón antiguo, además de presentar influencias del nórdico antiguo debidas sobre todo a la convivencia —no siempre pacífica— en lo que hoy es la Gran Bretaña de anglos, jutos y sajones, por un lado, y noruegos y daneses, por otro, durante mucho tiempo.

## Etimología
Englisċ, la palabra de la que deriva el nombre moderno del idioma, significa "perteneciente a los anglos", una de las tribus germánicas que invadieron Britania en el siglo V. Para el siglo IX, todos los hablantes de inglés antiguo, incluyendo lo que se atribuían ancestros sajones o jutos, eran denominados "Englisċ".

## Desarrollo
Durante los aproximadamente 700 años comprendidos en este periodo, desde las migraciones anglosajonas que dieron lugar al nacimiento de Inglaterra en el siglo V hasta algún tiempo después de la conquista normanda de 1066, cuando sufrió una transición muy importante, el idioma asimiló algunos aspectos de aquellos otros con los que entró en contacto, como las lenguas celtas y los dos dialectos del nórdico antiguo hablados por los vikingos, quienes dominaban grandes extensiones de tierras en el norte y este de Inglaterra, conocidas como Danelaw.

### Orígenes germánicos
El factor más importante en la formación del inglés antiguo fue su herencia germánica en el vocabulario, sintaxis y morfología, que compartía con las lenguas emparentadas en la Europa continental. Algunos de estos rasgos eran específicos del germánico occidental, familia lingüística a la que pertenece el inglés antiguo, mientras que otras características se remontan al protogermánico del que descienden todas las lenguas germánicas.
Al igual que las otras lenguas germánicas del periodo, el inglés antiguo presenta una flexión nominal completa, con cinco casos gramaticales (nominativo, acusativo, genitivo, dativo y restos poco frecuentes del instrumental) y formas de dual para referirse a parejas (aunque solo en los pronombres personales), además del singular y del plural. También diferencia entre géneros, sin que haya una relación necesaria con el sexo: por ejemplo, sēo sunne (el Sol) es femenino, mientras que se mōna (la Luna) es masculino (cf. alemán die Sonne y der Mond).

#### Influencia del nórdico antiguo

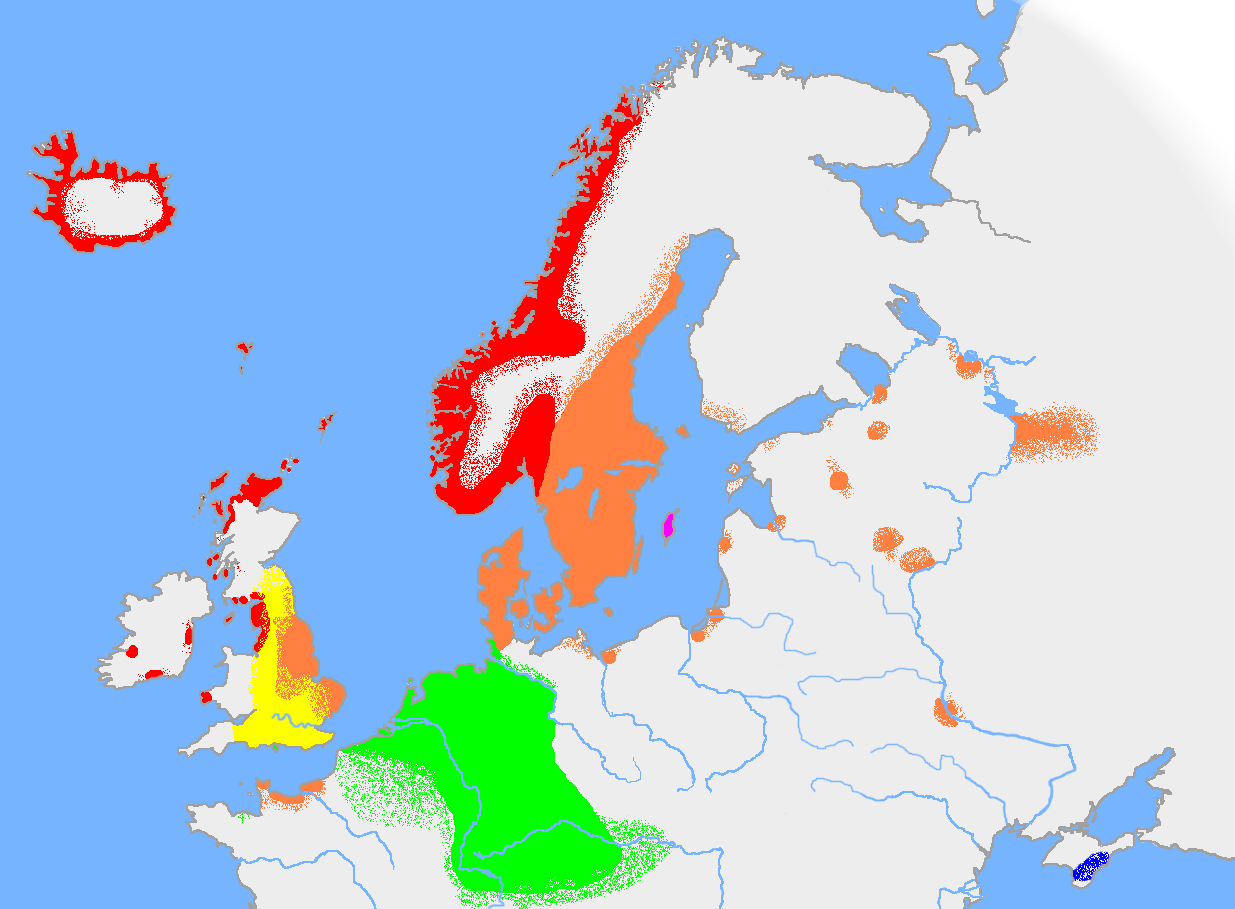
Extensión aproximada del nórdico antiguo y de las lenguas emparentadas a principios del siglo X:
Dialecto nórdico antiguo occidental
Dialecto nórdico antiguo oriental
Dialecto gútnico antiguo
Gótico de Crimea
Inglés antiguo
Otras lenguas germánicas con las que el nórdico antiguo conservaba cierto grado de inteligibilidad

La segunda fuente más importante de préstamos en inglés antiguo fueron las lenguas escandinavas introducidas durante las invasiones vikingas de los siglos IX y X. Además de numerosos topónimos, se encuentran palabras del vocabulario básico y términos relacionados con los aspectos administrativos del Danelaw. Los vikingos hablaban nórdico antiguo, una lengua estrechamente emparentada con el inglés antiguo; esta proximidad llevó a una mezcla de dialectos que podría haber acelerado la pérdida de las terminaciones de caso en inglés antiguo. Una aparente confirmación de esta teoría es el hecho de que la simplificación de las terminaciones de caso se dio primero en el norte y en último lugar en el suroeste, la región menos afectada por la influencia vikinga. En cualquier caso, la influencia del nórdico antiguo fue profunda y a ella se deben palabras tan básicas como sky («cielo»), leg («pierna»), el pronombre they («ellos/as»), la forma verbal are («somos/sois/son») y cientos de ejemplos más.

### Influencia del latín
Buena parte de la población alfabetizada (monjes, clérigos, etc.) tenía conocimientos de latín, la lingua franca de la erudición y de la diplomacia en la Europa de la época. En ocasiones es posible dar una fecha aproximada para la entrada de palabras latinas en el inglés antiguo basándose en los cambios lingüísticos que estas han experimentado, con base en lo cual se reconocen al menos tres periodos importantes de influencia latina. El primero ocurrió antes de que los sajones llegaran a la isla de Gran Bretaña desde el continente. El segundo comenzó con la conversión de los anglosajones al cristianismo, con la consiguiente llegada de religiosos que hablaban y escribían en latín. El tercer periodo, en el que se produjo la mayor influencia con diferencia, se dio tras la invasión normanda de 1066 que llevó a la adopción de un enorme número de palabras normandas, la mayoría de ellas derivadas del francés antiguo y, en última instancia, del latín, pero con un importante grupo de palabras de origen nórdico.

### Influencia celta
De forma tradicional, se dice que la influencia de las lenguas celtas en el inglés ha sido pequeña, como indica el pequeño número de préstamos de origen celta que han penetrado en la lengua, especialmente al compararlo con el número de préstamos latinos y escandinavos. Sin embargo, se han señalado algunos posibles rasgos celtas en la sintaxis en el periodo posterior al inglés antiguo.

### Dialectos
Al igual que en inglés moderno, en inglés antiguo había una gran variación lingüística, por lo que especificar un único sistema fonológico, por ejemplo, sería engañoso, ya que cada variante regional tenía el suyo. Hay también variación diacrónica, de modo que la lengua de Wessex en la época de Æthelwold de Winchester (sajón occidental tardío) presenta diferencias considerables respecto a la lengua de la corte de Alfredo el Grande (sajón occidental temprano). A pesar de esta nomenclatura, hay que destacar que el sajón occidental tardío no desciende directamente del sajón occidental temprano.
Los cuatro dialectos principales del inglés antiguo son el mercio, el northumbrio (conocidos de forma colectiva como dialectos ánglicos), el dialecto de Kent y el sajón occidental 
. Cada uno de estos dialectos se asocia a un reino independiente. Toda Northumbria y la mayor parte de Mercia cayeron en manos vikingas durante el siglo IX, mientras que el reino de Kent y la parte de Mercia que pudo ser defendida de los ataques fueron absorbidos por el reino de Wessex.
Tras el proceso de unificación de los distintos reinos anglosajones, que tuvo lugar en 878 bajo Alfredo el Grande, se atestigua un marcado declive de la importancia de los dialectos regionales en la lengua escrita. La mayoría de los documentos que nos han llegado del periodo anglosajón están escritos en el dialecto de Wessex, el reino de Alfredo. Es probable que la consolidación del poder fuera acompañada por una estandarización de la lengua del gobierno para hacer más fácil la administración del reino, por lo que los documentos se redactaron en el dialecto sajón occidental. Durante esta época, el rey Alfredo reunió a numerosos escribas de origen mercio para poner por escrito numerosos textos.

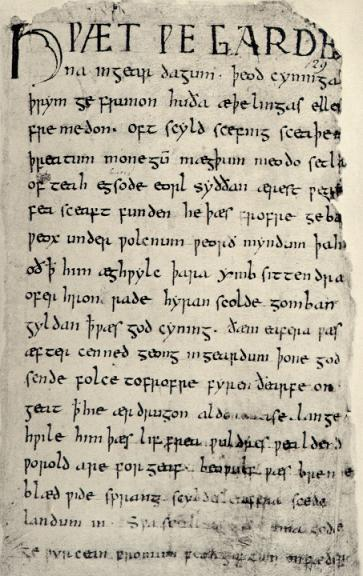
Primera página del manuscrito de Beowulf.

Debido a esta centralización del poder y a las invasiones vikingas, no hay apenas testimonios escritos que ilustren el desarrollo del resto de dialectos tras la unificación. El inglés británico estándar moderno o Received Pronunciation no es descendiente directo del sajón occidental tardío, sino de algún dialecto mercio, ya sea oriental o suroriental.

## Gramática

### Fonología
La reconstrucción tradicional del sistema fonológico del inglés antiguo clásico (es decir, el sajón occidental tardío) es la siguiente: 
|            | Bilabial | Labio- dental | Dental | Alveolar | Post- alveolar | Palatal | Velar   | Glotal |
| ---------- | -------- | ------------- | ------ | -------- | -------------- | ------- | ------- | ------ |
| Oclusivas  | p b      |               |        | t d      |                |         | k g     |        |
| Africadas  |          |               |        |          | tʃ (dʒ)        |         |         |        |
| Nasales    | m        |               |        | n        |                |         | (ŋ)     |        |
| Fricativas |          | f (v)         | θ (ð)  | s (z)    | ʃ              | (ç)     | (x) (ɣ) | h      |
| Sonorantes |          |               |        | l, r     |                | j       | w       |        |

Los sonidos entre paréntesis representan alófonos:
- [dʒ] es un alófono de /j/ geminada o tras /n/
- [ŋ] es un alófono de /n/ ante /k/ y /g/
- [v, ð, z] son alófonos de /f, θ, s/ respectivamente, entre vocales o consonantes sonoras
- [ç, x] son alófonos de /h/ en posición de coda tras vocales anteriores y posteriores respectivamente
- [ɣ] es un alófono de /g/ tras vocal y, en un estado temprano de la lengua, en posición inicial de sílaba.

| Vocales  | Breves     | Breves      | Largas     | Largas      |
| Vocales  | Anteriores | Posteriores | Anteriores | Posteriores |
| -------- | ---------- | ----------- | ---------- | ----------- |
| Cerradas | i y        | u           | iː yː      | uː          |
| Medias   | e (ø)      | o           | eː (øː)    | oː          |
| Abiertas | æ          | ɑ           | æː         | ɑː          |

Las vocales anteriores medias redondeadas /ø(ː)/ aparecen en algunos dialectos de inglés antiguo, pero no en el sajón occidental tardío en el que están escritos la mayoría de los textos.
| Diptongos                      | Breves (monomoraicos) | Largos (bimoraicos) |
| ------------------------------ | --------------------- | ------------------- |
| Con un primer elemento cerrado | iy                    | iːy                 |
| Con dos elementos medios       | eo                    | eːo                 |
| Con dos elementos abiertos     | æɑ                    | æːɑ                 |

### Morfología
Al contrario que el inglés moderno, el inglés antiguo o anglosajón presenta caso gramatical en el nombre (nominativo, acusativo, genitivo, dativo y restos del instrumental). Además nombres, adjetivos y pronombres presentan tres géneros: masculino, femenino y neutro. En cuanto al número gramatical, tiene asociadas tres formas diferentes: singular, plural y dual, este último solo en los pronombres personales (cf. wē, «nosotros» y wit «nosotros dos»). El paradigma completo del sistema de pronombres personales es el siguiente:
|                 |            | Singular | Singular   | Singular         | Dual                   | Plural                 |
| masc.           | fem.       | neut.    |            |                  | Dual                   | Plural                 |
| --------------- | ---------- | -------- | ---------- | ---------------- | ---------------------- | ---------------------- |
| Primera persona | Nominativo | ic 'yo'  | ic 'yo'    | ic 'yo'          | wit 'nosotros dos'     | wē 'nosotros'          |
| Primera persona | Acusativo  | mec ~ mē | mec ~ mē   | mec ~ mē         | uncit, unc             | ūsic, ūs               |
| Primera persona | Genitivo   | mīn      | mīn        | mīn              | uncer                  | ūser ~ ūre             |
| Primera persona | Dativo     | mē       | mē         | mē               | unc                    | ūs                     |
| Segunda persona | Nominativo | þū 'tú'  | þū 'tú'    | þū 'tú'          | git 'vosotros dos'     | gē 'vosotros'          |
| Segunda persona | Acusativo  | þec ~ þē | þec ~ þē   | þec ~ þē         | incit ~ inc            | ēowic ~ ēow            |
| Segunda persona | Genitivo   | þīn      | þīn        | þīn              | incer                  | ēower                  |
| Segunda persona | Dativo     | þē       | þē         | þē               | inc                    | ēow                    |
| Tercera persona | Nominativo | hē 'él'  | hit 'ello' | hēo ~ hīe 'ella' | hēo ~ hīe 'ellos, -as' | hēo ~ hīe 'ellos, -as' |
| Tercera persona | Acusativo  | hine     | hit        | hēo ~ hīe        | hēo ~ hīe              | hēo ~ hīe              |
| Tercera persona | Genitivo   | his      | his        | hire             | hira                   | hira                   |
| Tercera persona | Dativo     | him      | him        | hire             | him ~ heom             | him ~ heom             |

Los pronombres del inglés moderno derivan de algunas de las formas anteriores:
ic > I 'yo', me > mē 'me, a mí', mīn > my 'mi'.
wē > we 'nosotros, -as', ūs > us 'nos, a nosotros', ūre > our 'nuestro, -a'.
þū > thou 'tú' (presente en inglés medio e inglés moderno temprano).
ēow > you 'vosotros, os, a vosotros' ēower > your.
hē > he 'él', him > him, his > his 'su (de él)'
hire > her 'la, a ella, de ella, la'
hit > it 'ello, eso'.
El sistema verbal es algo más complejo que el del inglés moderno.

### Sintaxis

#### Orden de constituyentes oracionales
Por lo general, se considera que el inglés antiguo era una lengua SVO, igual que el inglés moderno y la mayoría de las lenguas germánicas. Sin embargo, el orden de los constituyentes no era tan fijo como en inglés moderno gracias a su morfología.

## Ortografía

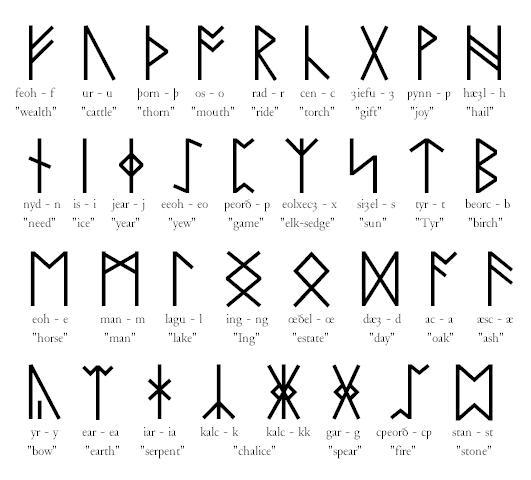
El alfabeto rúnico que se empleaba para escribir en inglés antiguo antes de la introducción del alfabeto latino.

En un principio, el inglés antiguo se escribía con runas (futhorc anglosajón) pero pasó a emplear la caligrafía semiuncial del alfabeto latino, introducida por misioneros cristianos irlandeses. A su vez, esta fue reemplazada por la caligrafía insular, una versión cursiva de la escritura semiuncial que se empleó hasta finales del siglo XII, cuando fue sistituida por la minúscula carolingia.
La letra yogh se tomó del irlandés. La letra ðæt < ð > (llamada eth o edh en inglés moderno) es una modificación del latín < d >, mientras que las letras rúnicas thorn y wynn se tomaron del futhorc. Existía además un símbolo para la conjunción and, similar al número siete (< ⁊ >, una nota tironiana), otro para el pronombre relativo þæt, un thorn con una barra transversal en el asta ascendente (<  >). De forma esporádica se encuentran macrones sobre las vocales para señalar que son largas y abreviaturas que indican que sigue una m o una n.
Convenciones de las ediciones modernas. Tradicionalmente, las ediciones modernas de los manuscritos originales en inglés antiguo introducen una serie de cambios, como el uso de puntuación (por lo general casi inexistente en los manuscritos) o la sustitución de los símbolos por sus valores plenos. Se emplean los símbolos < e, f, g, r, s > aunque tenían una forma muy distinta en la caligrafía insular; por ejemplo, la letra insular que se sustituye por la < s > moderna era parecida a la S larga cursiva. La letra insular < ȝ > se sustituye normalmente por < g >, letra de origen carolingio. Además, las ediciones modernas a menudo diferencian entre < c > y < ȝ > velares y palatales mediante el empleo de puntos diacríticos sobre las palatales: < ċ >, < ġ >. La letra wynn < ƿ > suele reemplazarse por < w >. La < æ > del dialecto de Kent se sustituye habitualmente por < ę >. Las ediciones modernas suelen utilizar macrones para indicar vocales largas etimológicas, aunque por regla general no están presentes en los manuscritos originales.
A continuación se recogen los símbolos alfabéticos usados en los escritos en inglés antiguo, así como sus equivalentes en las ediciones modernas:
| Símbolo | Descripción y notas |
| ------- | --- |
| a       | /ɑ/. Las variaciones ortográficas del tipo < land ~ lond > «tierra, país» sugieren que pudo haber tenido un alófono redondeado [ɒ] ante [n] en algunos casos. |
| ā       | /ɑː/. Rara vez empleada en los manuscritos, pero usada por regla general en las ediciones modernas para diferenciarla de la < a > breve. |
| æ       | /æ/. Hasta 800 se usó con frecuencia el dígrafo < ae >, pero después de esa fecha < æ > se convirtió en la grafía estándar. En algunos manuscritos del dialecto de Kent datados en el siglo IX, se empleó una forma de < æ > sin la parte superior de la < a >. Es difícil dilucidar si la < æ > del dialecto de Kent representa /æ/ o /e/. |
| ǣ       | /æː/. Rara vez empleada en los manuscritos, pero usada por regla general en las ediciones modernas para diferenciarla de la < æ > breve. |
| b       | /b/. También representaba [v] en textos tempranos anteriores a 800. Por ejemplo, el plural de la palabra «gavilla» (sheaves en inglés moderno) se escribe < scēabas > en un texto temprano pero con más frecuencia aparece como < scēafas > en textos posteriores. |
| c       | Excepto en los dígrafos < sc, cg >, representa bien /tʃ/ o bien /k/. La pronunciación africada /tʃ/ se escribe en ocasiones con un diacrítico en las ediciones modernas: normalmente < ċ >, pero a veces < č > o < ç >. Ante una consonante, la pronunciación es siempre /k/; en posición final de palabra tras < i > es siempre /tʃ/. Para predecir cómo se pronuncia en otras posiciones es necesario un conocimiento de la evolución diacrónica de cada palabra en concreto. |
| cg      | [ddʒ] (la pronunciación de la consonante geminada /jj/); en ocasiones representa /gg/. |
| d       | /d/. En los textos más tempranos puede representar también /θ/ pero en este uso fue reemplazada pronto por < ð > y < þ >. Por ejemplo, la palabra para «pensamiento» aparece como < mōdgidanc > en un manuscrito northumbrio de 737, pero como < mōdgeþanc > en un texto sajón occidental del siglo X. |
| ð       | /θ/ y su alófono [ð]. Esta letra alterna con el símbolo thorn < þ > para representar los mismos sonidos, aunque < ð > es más común en textos anteriores a la época del rey Alfredo. Junto con < þ >, reemplazó a la < d > y al dígrafo < th >, que se empleaban con anterioridad con los mismos valores. El primer texto datado con seguridad en el que aparece fue escrito en el siglo VII. Desde la época de Alfredo, < ð > se utilizaba con más frecuencia en posición media y final, mientras que < þ > predominaba en posición inicial, si bien ambos símbolos podían aparecer en cualquier posición. |
| e       | /e/. |
| ę       | Representa /æ/ o /e/ en textos del dialecto de Kent, pero es difícil precisar su valor exacto. Se trata de un símbolo usado en ediciones modernas en vez de la variante de < æ > sin la parte superior de la < a > que se encuentra en textos del siglo IX. |
| ē       | /eː/. Rara vez empleada en los manuscritos, pero usada por regla general en las ediciones modernas para diferenciarla de la < e > breve. |
| ea      | /æɑ/; tras < ċ, ġ >, representa a veces /æ/ o /ɑ/. |
| ēa      | /æːɑ/. Rara vez empleada en los manuscritos, pero usada por regla general en las ediciones modernas para diferenciarla de la < ea > breve. Tras < ċ, ġ >, representa a veces /æː/. |
| eo      | /eo/; tras < ċ, ġ >, representa a veces /o/. |
| ēo      | /eːo/. Rara vez empleada en los manuscritos, pero usada por regla general en las ediciones modernas para diferenciarla de la < eo > breve. |
| f       | /f/ y su alófono [v]. |
| g       | Por lo general no aparece en obras en inglés antiguo, pero se usa en las ediciones modernas como sustituta de < ȝ >. |
| ȝ       | /g/ y su alófono [ɣ]; /j/ y su alófono [dʒ] (tras < n >). En las ediciones modernas, normalmente se emplea < g > en su lugar. Las pronunciaciones como /j/ y [dʒ] se escriben a veces < ġ > o < ȝ > en las ediciones modernas. Ante una consonante, la pronunciación es siempre [g] (a principio de palabra) o [ɣ] (tras una vocal). En posición final de palabra tras < i > es siempre /j/. Para predecir cómo se pronuncia en otras posiciones es necesario un conocimiento de la evolución diacrónica de cada palabra en concreto.                                                                      |
| h       | /h/ y sus alófonos [ç, x]. En las combinaciones < hl, hr, hn, hw >, el segundo elemento era sordo. |
| i       | /i/. |
| ī       | /iː/. Rara vez empleada en los manuscritos, pero usada por regla general en las ediciones modernas para diferenciarla de la < i > breve. |
| ie      | /iy/; tras < ċ, ġ >, representa a veces /e/. |
| īe      | /iːy/. Rara vez empleada en los manuscritos, pero usada por regla general en las ediciones modernas para diferenciarla de la < ie > breve. Tras < ċ, ġ >, representa a veces /eː/. |
| k       | /k/ (poco frecuente) |
| l       | /l/; en posición de coda probablemente [ɫ] velarizada, como en inglés moderno. |
| m       | /m/ |
| n       | /n/ y su alófono [ŋ] |
| o       | /o/. |
| ō       | /oː/. Rara vez empleada en los manuscritos, pero usada por regla general en las ediciones modernas para diferenciarla de la < o > breve. |
| oe      | /ø/ en dialectos que presentan este sonido. |
| ōe      | /øː/ en dialectos que presentan este sonido. Rara vez empleada en los manuscritos, pero usada por regla general en las ediciones modernas para diferenciarla de la < oe > breve. |
| p       | /p/ |
| qu      | Forma poco frecuente de notar /kw/, que generalmente se escribía < cƿ > (= < cw > en ediciones modernas). |
| r       | /r/; se desconoce la pronunciación exacta de este fonema. Se especula con que se tratase de una aproximante alveolar [ɹ], como en la mayoría de los dialectos de inglés moderno, una vibrante simple alveolar [ɾ], o una vibrante múltiple alveolar [r]. |
| s       | En las ediciones modernas, sustituye a la letra de la caligrafía insular parecida a < ʃ >. Representa /s/ y su alófono [z]. |
| sc      | /ʃ/, a veces /sk/. |
| t       | /t/ |
| th      | Representa /θ/ en los textos más tempranos pero fue reemplazada pronto por < ð > y < þ >. Por ejemplo, la palabra para «pensamiento» aparece escrita como < mōdgithanc > en un texto northumbrio del siglo VI, pero como < mōdgeþanc > en un texto sajón occidental del siglo X. |
| þ       | Este símbolo, llamado thorn, alterna con < ð > para representar /θ/ y su alófono [ð]. Reemplazó a < d > y < th >, que se usaban con anterioridad. El primer texto datado con seguridad en el que aparece fue escrito en el siglo VIII. Era menos frecuente que < ð > antes de la época del rey Alfredo, pero a partir de entonces, se usó cada vez más a menudo en lugar de < ð > a principio de palabra, mientras que su uso en posición media y final era raro. Algunas ediciones modernas regularizan la variación entre < þ ~ ð > usando solo < þ >.                                                   |
| u       | /u/ y /w/ en textos tempranos de escribas continentales. Como representación de /w/, < u > fue sustituida por < ƿ >, excepto en el norte. |
| uu      | /w/ en textos tempranos de escribas continentales, generalmente sustituida por < ƿ >, excepto en el norte. |
| ū       | /uː/. Rara vez empleada en los manuscritos, pero usada por regla general en las ediciones modernas para diferenciarla de la < u > breve. |
| w       | /w/. Sustituto moderno de < ƿ >. |
| ƿ       | Símbolo rúnico wynn. Representa /w/ y se suele sustituir por < w > en las ediciones modernas para evitar confusiones con < p >. |
| x       | /ks/ (según algunos autores, [xs ~ çs]) |
| y       | /y/. |
| ȳ       | /yː/. Rara vez empleada en los manuscritos, pero usada por regla general en las ediciones modernas para diferenciarla de la < y > breve. |
| z       | /ts/. Forma poco frecuente de notar < ts >. Por ejemplo, /betst/ (superlativo de < gōd >, «bueno») aparece de forma esporádica como < bezt >, mientras que la forma más común es < betst >. |

Las consonantes dobles se pronuncian geminadas. Las fricativas geminadas ðð/þþ, ff y ss son siempre sordas.

## Comparación con otras formas históricas de la lengua inglesa
A menudo, y de forma errónea, se emplea la denominación inglés antiguo para referirse a cualquier estado de la lengua anterior al inglés moderno. No debe aplicarse al inglés moderno temprano de la época de Shakespeare y de la Biblia del rey Jacobo, ni al inglés medio, el idioma de Chaucer. La cronología que se ofrece a continuación sirve para poner la historia de la lengua inglesa en contexto, pero hay que tener en cuenta que las fechas son solo aproximadas, ya que el cambio lingüístico es gradual y no puede demarcarse con tanta claridad como los acontecimientos históricos.
- 450-1100: anglosajón, la lengua de Beowulf.
- 1100-1500: inglés medio, la lengua de Chaucer.
- 1500-1650: inglés moderno temprano o inglés del Renacimiento, la lengua de Shakespeare.
- 1650-actualidad: inglés moderno, la lengua tal y como se habla hoy en día.

## Ejemplos

### El Padre Nuestro
Este texto del Padre Nuestro se presenta en la forma estandarizada del dialecto sajón occidental. Se incluye una versión en inglés moderno (fechada en 1928 y recogida en el Libro de Oración Común) para facilitar la comparación.
| Línea | Original                                                      | Traducción                                                                  |
| ----- | ------------------------------------------------------------- | --------------------------------------------------------------------------- |
| [1]   | Fæder ure þu þe eart on heofonum,                             | Our Father, who art in heaven,                                              |
| [2]   | Si þin nama gehalgod.                                         | Hallowed be thy name.                                                       |
| [3]   | To becume þin rice,                                           | Thy kingdom (ric, cf. alemán Reich) come,                                   |
| [4]   | gewurþe ðin willa, on eorðan swa swa on heofonum.             | Thy will be done, on earth as it is in heaven.                              |
| [5]   | Urne gedæghwamlican hlaf syle us todæg,                       | Give us this day our daily bread,                                           |
| [6]   | and forgyf us ure gyltas, swa swa we forgyfað urum gyltendum. | and forgive us our trespasses, as we forgive those who trespass against us. |
| [7]   | And ne gelæd þu us on costnunge, ac alys us of yfele.         | And lead us not into temptation, but deliver us from evil.                  |
| [8]   | Soþlice.                                                      | Amen.                                                                       |

### Carta de Canuto
Este documento es una proclamación del rey Canuto el Grande a su earl Thorkell el Alto y al pueblo inglés escrita en 1020. Al ser prosa, representa mejor que el ejemplo anterior la estructura normal del inglés antiguo.
| Cnut cyning gret his arcebiscopas and his leod-biscopas and Þurcyl eorl and ealle his eorlas and ealne his þeodscype, twelfhynde and twyhynde, gehadode and læwede, on Englalande freondlice. |
| And ic cyðe eow, þæt ic wylle beon hold hlaford and unswicende to godes gerihtum and to rihtre woroldlage. |
| Ic nam me to gemynde þa gewritu and þa word, þe se arcebiscop Lyfing me fram þam papan brohte of Rome, þæt ic scolde æghwær godes lof upp aræran and unriht alecgan and full frið wyrcean be ðære mihte, þe me god syllan wolde.                                                                                                 |
| Nu ne wandode ic na minum sceattum, þa while þe eow unfrið on handa stod: nu ic mid godes fultume þæt totwæmde mid minum scattum. |
| Þa cydde man me, þæt us mara hearm to fundode, þonne us wel licode: and þa for ic me sylf mid þam mannum þe me mid foron into Denmearcon, þe eow mæst hearm of com: and þæt hæbbe mid godes fultume forene forfangen, þæt eow næfre heonon forð þanon nan unfrið to ne cymð, þa hwile þe ge me rihtlice healdað and min lif byð. |